# Precipice National Park
Precipice National Park är en park i Australien. Den ligger i delstaten Queensland, omkring 380 kilometer nordväst om delstatshuvudstaden Brisbane. Precipice National Park ligger 203 meter över havet.
Trakten runt Precipice National Park är nära nog obefolkad, med mindre än två invånare per kvadratkilometer.. Det finns inga samhällen i närheten.
I omgivningarna runt Precipice National Park växer huvudsakligen savannskog. Genomsnittlig årsnederbörd är 839 millimeter. Den regnigaste månaden är januari, med i genomsnitt 170 mm nederbörd, och den torraste är augusti, med 16 mm nederbörd.